# Исады (Некрасовский район)
Исады — деревня в Некрасовском районе Ярославской области. Входит в состав сельского поселения Красный Профинтерн.

## География
Находится в восточной части Ярославской области на расстоянии приблизительно 9 км на север-северо-запад по прямой от административного центра района поселка Некрасовское в левобережной части района на западном берегу озера Яхробольское.

## История
В 1859 году здесь (деревня Ярославского уезда Ярославской губернии) было учтено 35 дворов.

## Население
Численность населения: 262 человека (1859 год), 29 (русские 100 %) в 2002 году, 11 в 2010.